# Rosario Fiorello
Rosario Tindaro Fiorello (Catânia, 16 de maio de 1960) mais conhecido como Fiorello é um cantor, radialista,imitador, humorista e  apresentador de televisão italiano.